# Chorągiew husarska koronna Stanisława Rewery Potockiego

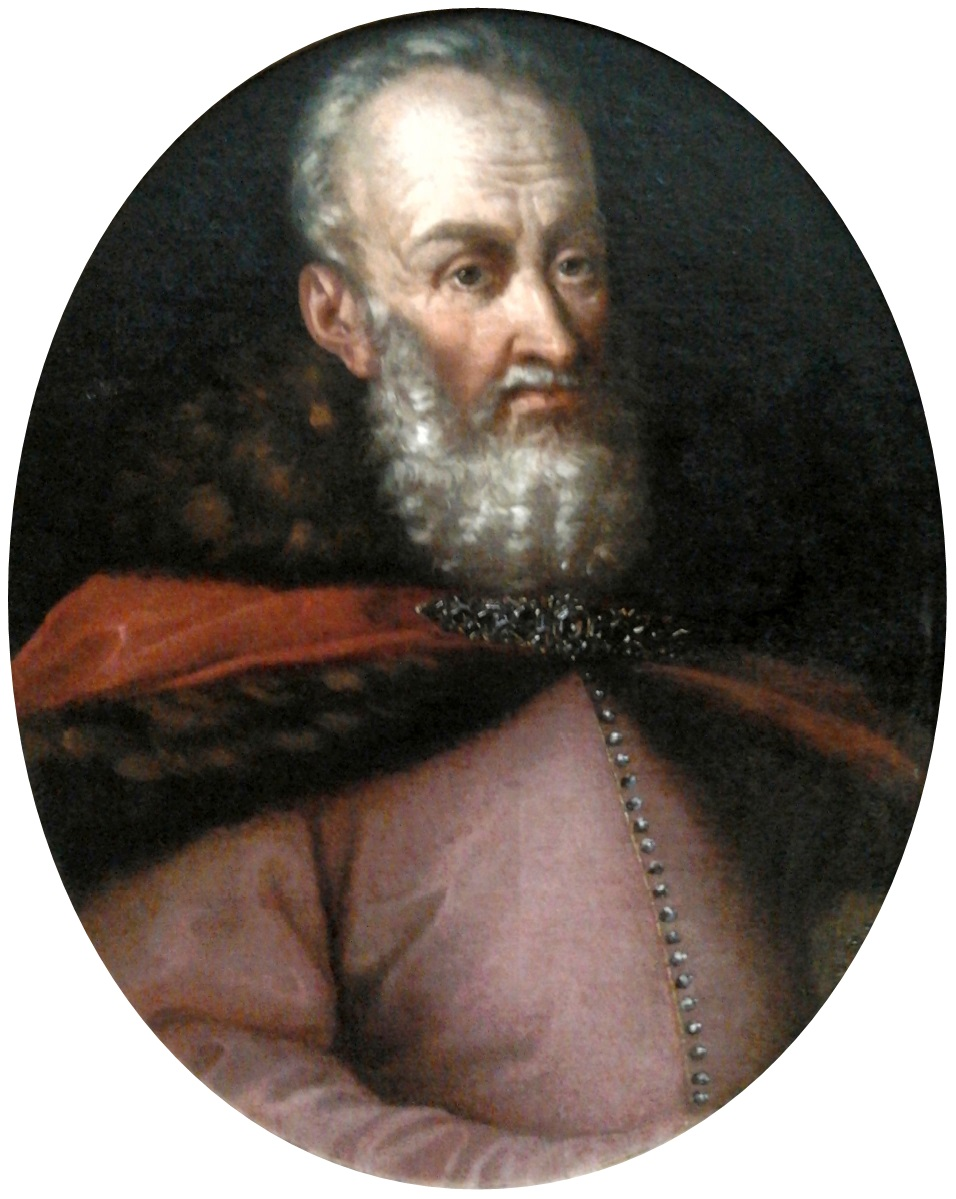
Stanisław Rewera Potocki

Chorągiew husarska koronna Stanisława Rewery Potockiego – chorągiew husarska koronna połowy XVII wieku, okresu wojen ze Szwedami, licząca w II kwartale 1656 roku 202 kopie.
Szefem  tej chorągwi był Stanisław Rewera Potocki herbu Pilawa, podkomorzy podolski od 1622 roku i hetman wielki koronny od 1654.
Jej stan liczebny pod koniec listopada 1627 wynosił 100 kopii. Chorągiew wzięła udział m.in. w bitwie pod Warszawą pod koniec lipca 1656 roku.